# Аталанди
Атала́нди (греч. Αταλάντη) — малый город в Греции. Административный центр общины Локри в периферийной единице Фтиотида в периферии Центральная Греция. Расположен на высоте 88 м над уровнем моря, у подножья гор Хломон (1081 м), к западу от одноимённой бухты залива Вориос-Эввоикос Эгейского моря и одноимённого острова, в 79 км от города Ламия и в 146 км от Афин. Население 4978 человек по переписи 2011 года.
В 8 км от Аталанди проходит автострада 1 (ПАТЭ), а через город проходит дорога на запад Греции (Дельфы, Амфиса, Агринион). Город обслуживается автобусами КТЕЛ.

## История
Около Аталанди находятся развалины древнего Опунта, родины Патрокла, главного города Опунтской Локриды. Гаванью Опунта считался город Кинос. Бухта Аталанди в древности называлась Опунтским заливом.
Остров Аталанди в древности назывался Аталанта. В ходе Архидамовой войны, первого этапа Пелопоннесской войны афиняне укрепили Аталанту. По Фукидиду при землетрясении 426 года до н. э. «оторвало часть афинского укрепления, а из двух вытянутых на сушу кораблей один изломало». По Никиеву миру остров афиняне должны были вернуть.
В византийское время, в 565 году во время правления Юстиниана I впервые упоминается город Таланди («Ταλάντι»).
Город пострадал при двойном землетрясении 20 и 27 апреля 1894 года магнитудой 6,4 и 6,5 баллов, но в Аталанди никто не погиб. При этом в окрестностях Аталанди 20 апреля погибло более 250 человек и около 170 человек были ранены, 27 апреля погибло ещё 5 человек. В деревне Малесина с населением 951 человек погибло 130 человек и около 30 было ранено.

## Археологический музей Аталанди

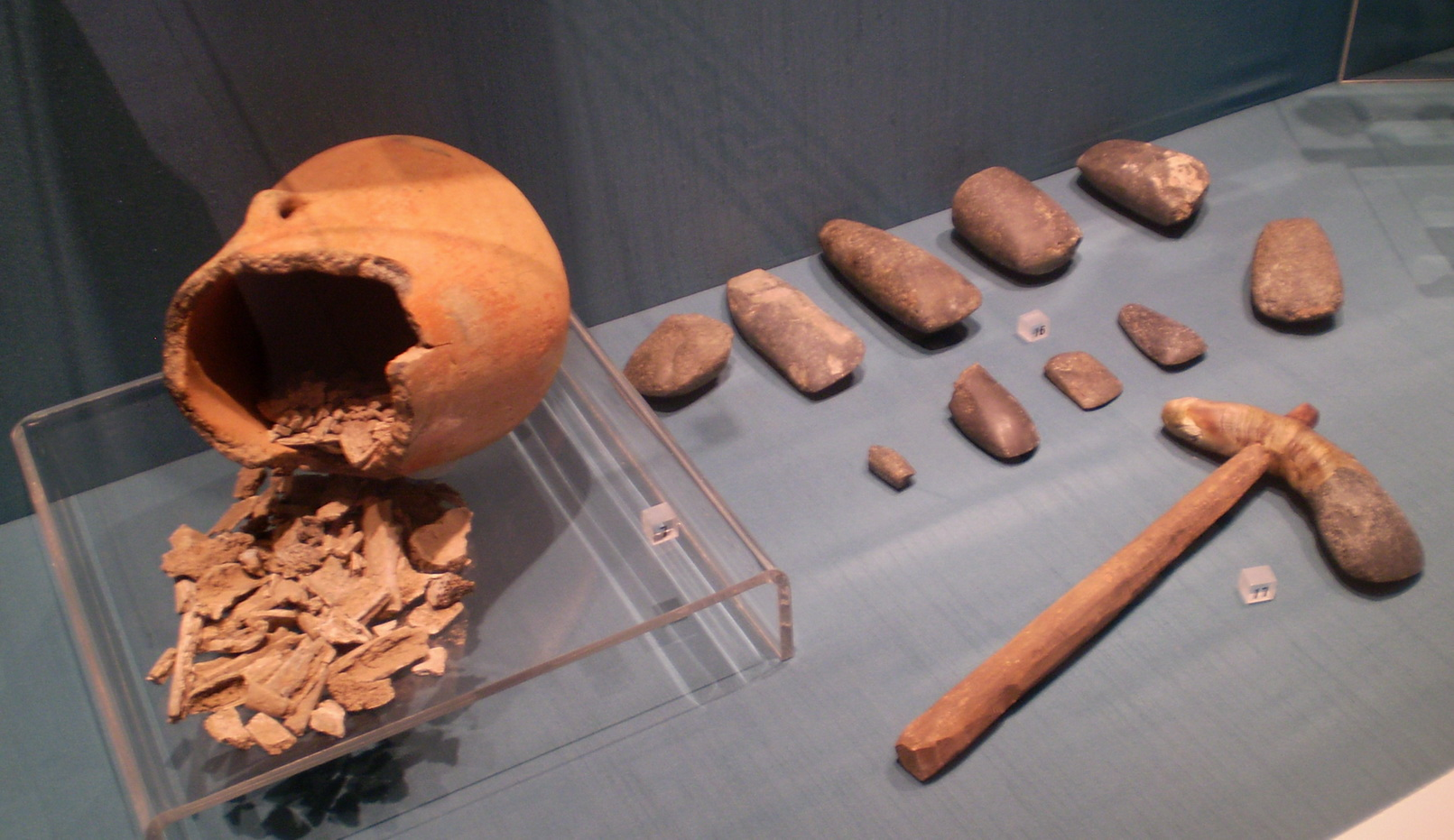
Инструменты эпохи неолита в Археологическом музее Аталанди

Двухэтажное здание 1930 года, признанное памятником архитектуры, первоначально использовалось как гимназия, а затем технический лицей. В 1992 году здание было передано Эфорату древностей Фтиотиды и Эвритании для размещения археологической коллекции. Ремонт был завершён в 1998 году и открыт Археологический музей Аталанди. В трёх залах и коридоре музея выставлены находки из систематических и спасательных раскопок в Локриде и восточной части древней Фокиды от доисторических времён до римского времени, в частности находки эпохи ранней бронзы из деревни Проскинас из раскопок во время строительных работ на автостраде 1 (ПАТЭ), находки из поселения ПЭ III C периода в Киносе.

## Сообщество Аталанди
Сообщество Аталанди (Κοινότητα Αταλάντης) создано в 1912 году (ΦΕΚ 87Α). В сообщество Аталанди входит монастырь святых бессребреников и четыре населённых пункта. Население 5199 человек по переписи 2011 года. Площадь 94,507 квадратного километра.
| Населённый пункт                | Население (2011), человек |
| ------------------------------- | ------------------------- |
| Айос-Власиос                    | 0                         |
| Аталанди                        | 4978                      |
| Монастырь святых бессребреников | 7                         |
| Палирия                         | 36                        |
| Скала                           | 178                       |

## Население
| Год  | Население, человек |
| ---- | ------------------ |
| 1991 | 5932               |
| 2001 | 5822               |
| 2011 | ↘ 4978             |